# Дивина чорна
Дивина́ чорна (Verbascum nigrum) — вид квіткових рослин родини ранникові (Scrophulariaceae).

## Поширення
Рослина росте у сухих відкритих місцевостях в Європі і Середземномор'ї. Зустрічається у більшій частині України на лісових галявинах, узліссях, серед чагарників, на схилах пагорбів, насипах, у садах (крім Криму). У степу зустрічається дуже рідко. Натуралізована в Північній Америці.

## Опис
Рослина виростає до 0,5-1,5 м заввишки. Цвіте з червня до осені. Злегка зигоморфні квітки на довгих квітконіжках у густій довгій верхівковій китиці з плейохазіїв та монохазіїв. Чашечка запушена, 6-роздільна, з лінійними, вузькими гострими частками. Віночок жовтий з бурими плямами, колесоподібний, з дуже короткою трубкою і злегка ввігнутим, ззовні запушеним, 5-роздільним відгином. Вільні верхівки двох задніх пелюсток вужчі і коротші від передніх. Тичинок 5, нитки зігнуті, запушені фіолетовими, довгими волосками. Пиляки ниркоподібні, розкриваються однією щілиною. Зав'язь сильно запушена, в обрисі широкоовальна, з м'ясистими плацентами і численними насінними зачатками. Стовпчик довший від зав'язі, дуже зігнутий, під випуклою приймочкою розширений. Плід — багатонасінна коробочка. Насіння дрібне з ямчатою поверхнею.